# Miguel Ángel Mufarech
Miguel Ángel Mufarech Nemy (Chiclayo, 11 de enero de 1946) es un contador y político peruano. Miembro del Partido Popular Cristiano, actualmente ejerce como vicepresidente desde agosto del 2023. Fue el primer gobernador regional de Lima en 2003, senador en el periodo 1985-1990 y diputado de la Asamblea Constituyente de 1978.

## Biografía
Nació en la ciudad de Chiclayo, el 11 de enero de 1946. Es hijo de José Mufarech Yapur y de Wadia Nemi Traad, es también hermano del ex-congresista Jorge Mufarech.
Realizó sus estudios primarios y secundarios en el Colegio Maristas Champagnat en la ciudad de Lima. Luego, ingresó a la Pontificia Universidad Católica del Perú donde estudió la carrera de Contabilidad sin lograr culminarla.
Fue presidente de Directorio del Consejo Industrial San Martín S.A. desde 1970 hasta el 2001.

## Carrera política
Se inició en la política como militante del Partido Popular Cristiano, liderado por Luis Bedoya Reyes, en 1966.

### Diputado
Para las elecciones constituyentes de 1978 convocadas por Francisco Morales Bermúdez, Mufarech se apuntó como candidato a la Asamblea Constituyente por el PPC y resultó elegido con 4,826 votos.
En las elecciones parlamentarias de 1980, postuló a la Cámara de Diputados en representación de la ciudad de Lima y fue elegido para el periodo parlamentario 1980-1985.

### Senador
En 1981, Mufarech se apartó del Partido Popular Cristiano tras discrepancias y luego fue invitado por la Izquierda Unida para postular al Senado en las elecciones parlamentarias de 1985. Logró ser elegido como senador, con 51,433 votos, para el periodo 1985-1990.
Intentó postular nuevamente al Congreso de la República por el PPC en 1995, sin embargo, no resultó elegido. En las elecciones municipales de 1998, postuló a la alcaldía del distrito de la Victoria por el movimiento fujimorista Vamos Vecino sin éxito.

### Presidente Regional de Lima
En 2002, Mufarech se afilió al Partido Aprista Peruano y luego postuló al Gobierno Regional de Lima en las elecciones regionales del mismo año donde logró ser elegido como el primer presidente regional de Lima en la historia peruana. Su cargo fue desde enero del 2003 hasta diciembre del 2006.
En julio del 2004, fue investigado por el Congreso de la República tras la denuncia de varios consejeros del Gobierno Regional de Lima sobre presuntos actos de corrupción cometidos por Mufarech. Luego en junio del 2005, Mufarech renuncia al Partido Aprista Peruano tras discrepancias con el partido y acusó de falta de apoyo al expresidente Alan García.
Intentó sin éxito su reelección en las elecciones regionales del 2006, donde no tuvo éxito. De igual manera en las elecciones regionales del 2010. Fue acusado por el entonces alcalde, Ángel Gálvez, de reunirse en Nuevo Ayacucho con personas acusadas de tráfico de tierras.
Postuló de nuevo al Congreso por el partido Cambio Radical en 2011 sin éxito.

### Consejero Regional
En las elecciones regionales del 2014, fue elegido como consejero regional del Gobierno Regional de Lima, por Concertación para el Desarrollo de Nelson Chui, para el periodo 2015-2018.
Mufarech se re-inscribió en el Partido Popular Cristiano y en agosto del 2023, fue elegido como vicepresidente del partido bajo la presidencia de Carlos Neuhaus.